# سن-برنار، کبک
سن-برنار (به فرانسوی: Saint-Bernard) شهری در منطقه شهری لا نوول-بوس ناحیه شودییر-آپالاش در استان کبک کانادا است. در سرشماری سال ۲۰۱۱ این شهر ۲٬۰۰۵ نفر جمعیت داشته‌است و مساحت آن ۸۷٫۵۶ کیلومتر مربع است.